# تريفور ريتشاردز
تريفور ريتشاردز (بالإنجليزية: Trevor Richards)‏ هو لاعب كرة قاعدة أمريكي، ولد في 15 مايو 1993 في Aviston, Illinois ‏ في الولايات المتحدة.

## وصلات خارجية
- تريفور ريتشاردز على موقع دوري كرة القاعدة الرئيسي (الإنجليزية)
- تريفور ريتشاردز على موقعبيزبول رفرنس.كوم (الدوري الرئيسي) (الإنجليزية)
- تريفور ريتشاردز على موقعبيزبول رفرنس.كوم (الدوري الثانوي) (الإنجليزية)
- تريفور ريتشاردز على موقع إي إس بي إن.كوم (أم.أل.بي) (الإنجليزية)
- تريفور ريتشاردز على موقع مشجعي الرسوم البيانية (الإنجليزية)